# Magersari (Magersari)
Magersari is een bestuurslaag in het regentschap Mojokerto van de provincie Oost-Java, Indonesië. Magersari telt 5085 inwoners (volkstelling 2010).